# Barzy-en-Thiérache
Barzy-en-Thiérache ist eine französische Gemeinde mit 317 Einwohnern (Stand 1. Januar 2022) im Département Aisne in der Region Hauts-de-France (vor 2016 Picardie). Sie gehört zum Arrondissement Vervins, zum Kanton Guise und zum Kommunalverband Thiérache du Centre.

## Geographie
Die Gemeinde Barzy-en-Thiérache liegt in der Landschaft Thiérache an der oberen Sambre und an der Grenze zum Département Nord, etwa 40 Kilometer nordöstlich von Saint-Quentin. Umgeben ist Barzy-en-Thiérache von den Nachbargemeinden Prisches im Norden, Beaurepaire-sur-Sambre im Nordosten, Le Nouvion-en-Thiérache im Osten, Boué im Süden, Bergues-sur-Sambre im Südwesten sowie Fesmy-le-Sart im Nordwesten.

## Geschichte
Im Jahr 1956 wurde der Gemeindename von Barzy in Barzy-en-Thiérache geändert.

### Bevölkerungsentwicklung
| Jahr      | 1962 | 1968 | 1975 | 1982 | 1990 | 1999 | 2010 | 2021 |
| Einwohner | 413  | 405  | 335  | 317  | 308  | 313  | 306  | 319  |

## Sehenswürdigkeiten

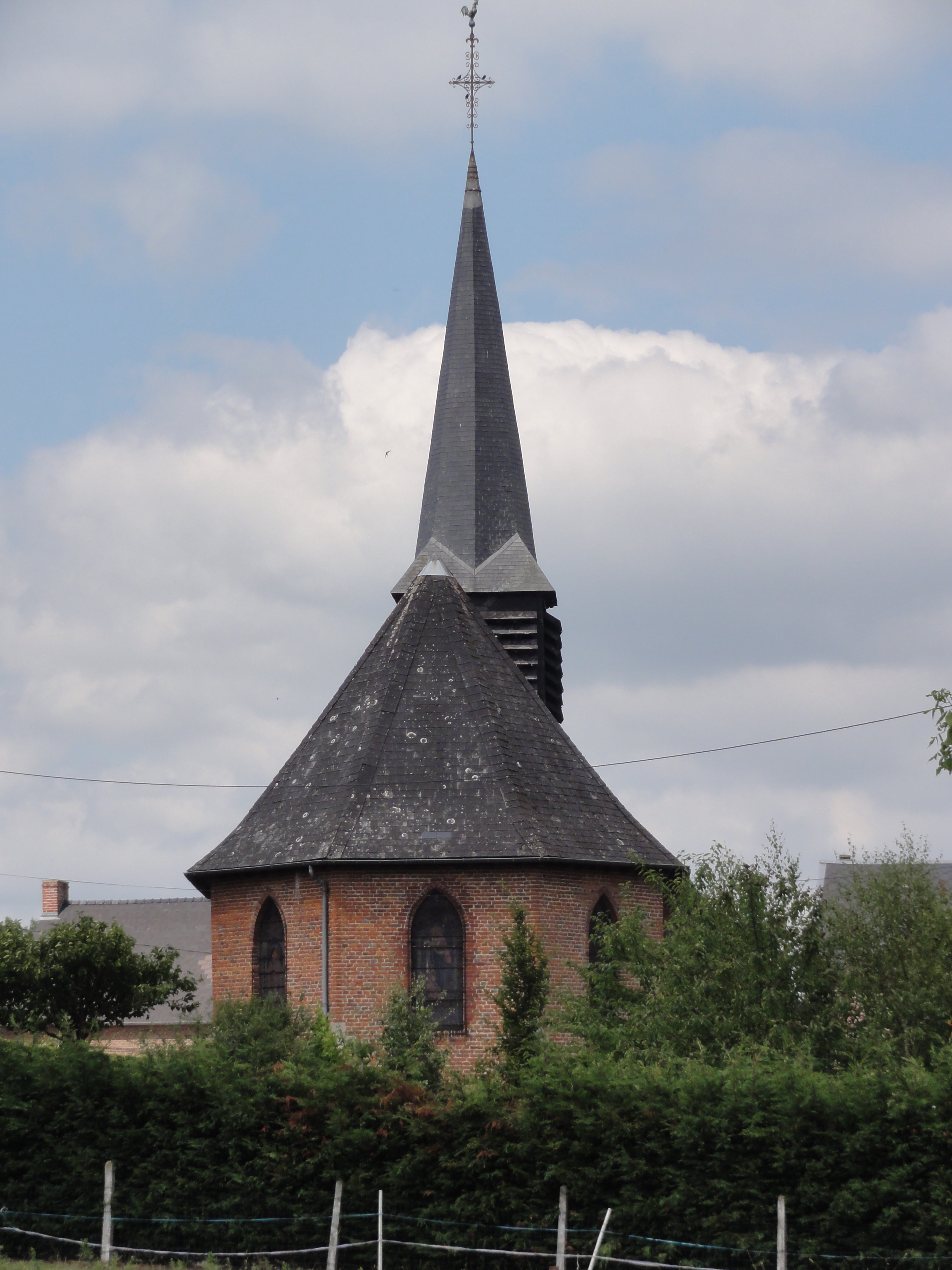
Kirche Notre-Dame-de-l’Assomption
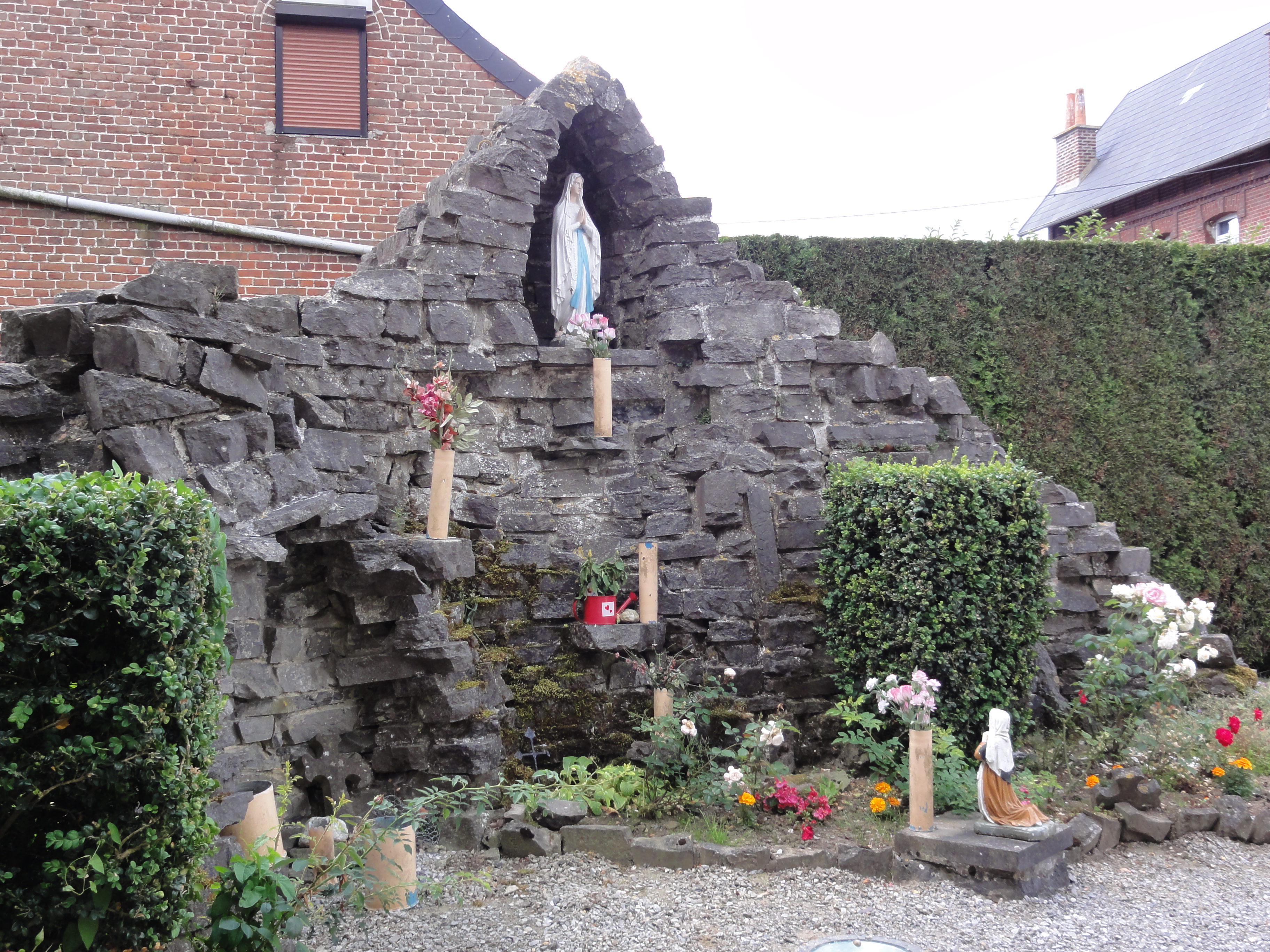
Lourdesgrotte
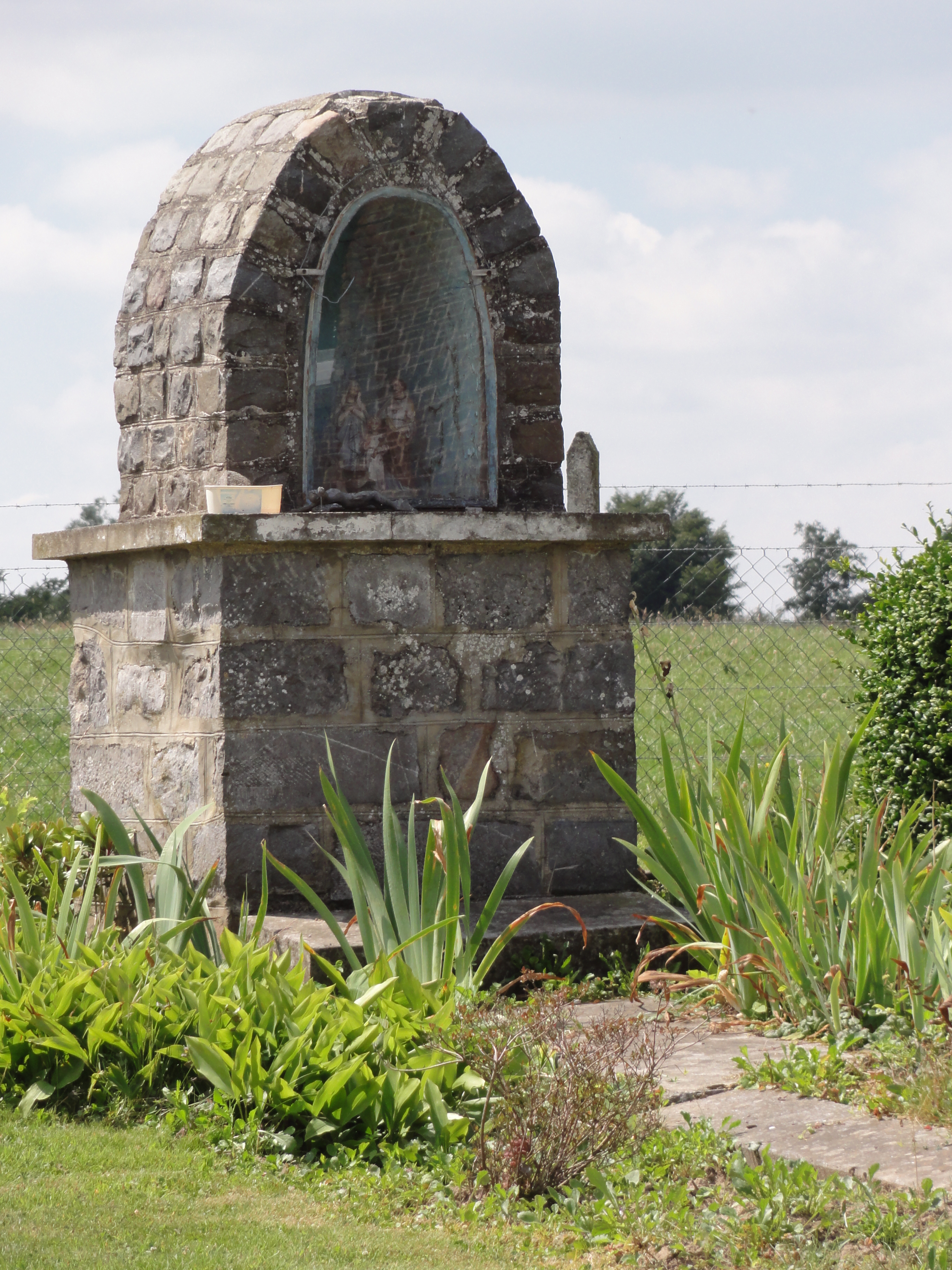
Oratorium
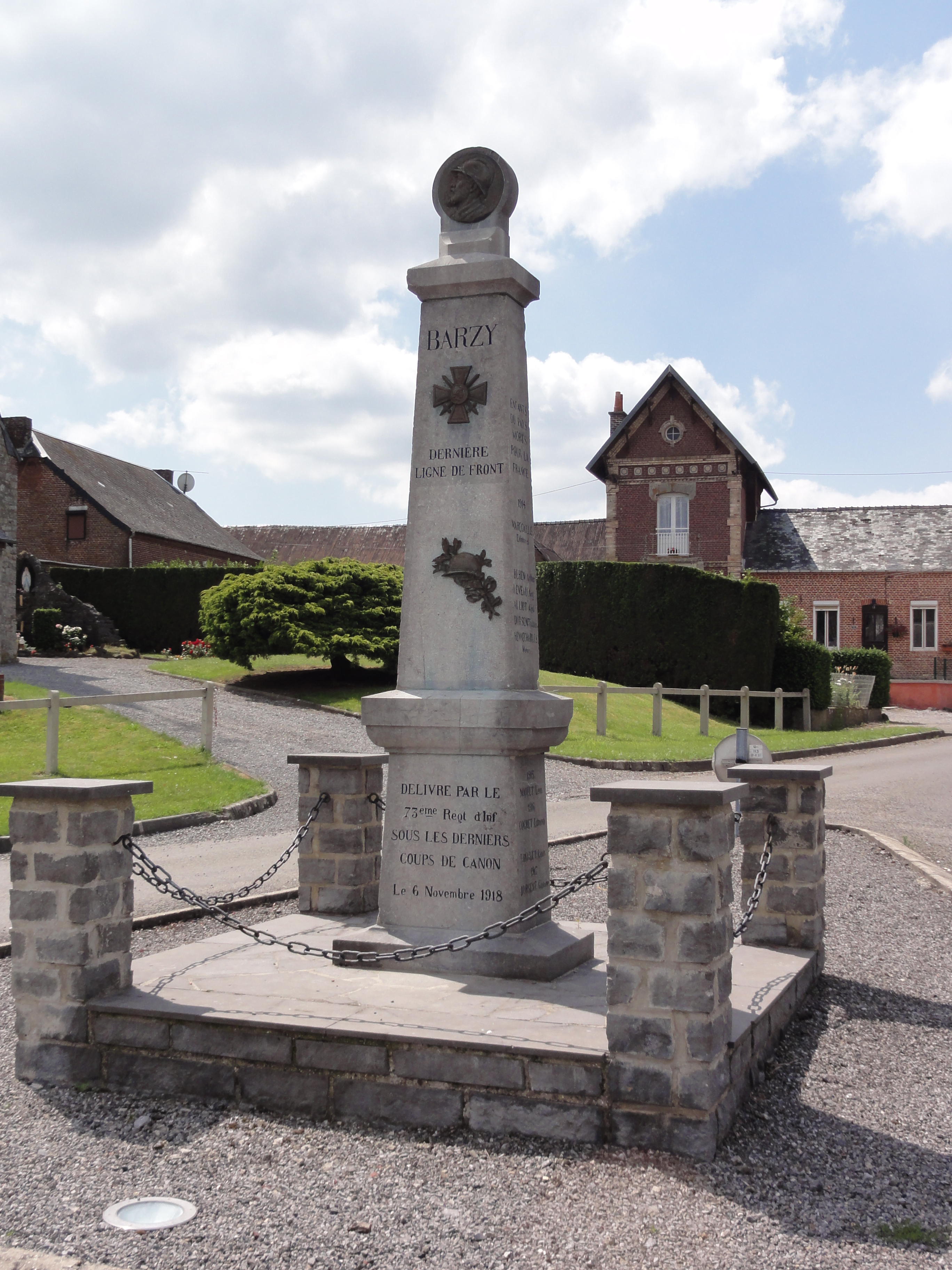
Gefallenendenkmal

- mehrere Oratorien

- Kirche Notre-Dame-de-l’Assomption
- Lourdesgrotte
- Oratorium
- Gefallenendenkmal